# Municipio de Brush Creek (condado de Gasconade)
El municipio de Brush Creek (en inglés: Brush Creek Township) es un municipio ubicado en el condado de Gasconade en el estado estadounidense de Misuri. En el año 2010 tenía una población de 777 habitantes y una densidad poblacional de 5,62 personas por km².

## Geografía
El municipio de Brush Creek se encuentra ubicado en las coordenadas 38°15′38″N 91°27′31″O / 38.26056, -91.45861. Según la Oficina del Censo de los Estados Unidos, el municipio tiene una superficie total de 138.38 km², de la cual 136,82 km² corresponden a tierra firme y (1,12 %) 1,55 km² es agua.

## Demografía
Según el censo de 2010, había 777 personas residiendo en el municipio de Brush Creek. La densidad de población era de 5,62 hab./km². De los 777 habitantes, el municipio de Brush Creek estaba compuesto por el 99,36 % blancos, el 0,13 % eran amerindios, el 0,13 % eran de otras razas y el 0,39 % eran de una mezcla de razas. Del total de la población el 0,64 % eran hispanos o latinos de cualquier raza.